# Manilkara smithiana
Manilkara smithiana är en tvåhjärtbladig växtart som beskrevs av Herman Johannes Lam och Maas Geest. Manilkara smithiana ingår i släktet Manilkara och familjen Sapotaceae.
Artens utbredningsområde är Fiji. Inga underarter finns listade i Catalogue of Life.